# Лумбю, Ганс Кристиан
Ханс Кристиан Лумбю (дат. Hans Christian Lumbye, 2 мая 1810, Копенгаген — 20 марта 1874, там же) — датский композитор и дирижёр, автор многочисленных танцевальных произведений.

## Биография
Ханс Кристиан Лумбю родился в семье солдата (происходившего из деревни Лумбю неподалёку от Оденсе). В 1816 году его отца перевели в Рандерс, где мальчик начал обучаться игре на скрипке, а в 1821 году — в Оденсе, где в 1824 году будущий композитор поступил трубачом в оркестр драгунского полка. В 1829 году способный музыкант был переведён в столицу, Копенгаген, в Королевскую конную гвардию. В свободное время он играл в танцевальном оркестре, созданном кларнетистом и композитором Карлом Георгом Фюсселем, а также начал сочинять музыку сам. Поворотным моментом для него стало знакомство с музыкой Ланнера и Штрауса-отца, произошедшее во время гастролей австрийского оркестра в 1839 году, в результате чего Лумбю усовершенствовал свой музыкальный стиль. В том же году он создал свой оркестр, а в следующем году дал первый концерт в столичном отеле «Англетер».
В 1843 году в Копенгагене открылся парк развлечений «Тиволи», позднее ставший знаменитым. Тогда же Лумбю был приглашён выступать в нём со своим оркестром, а уже в следующем году гастролировал в Париже, Вене и Берлине. В 1847 году Фюссель подал на Лумбю и владельцев парка в суд, оспаривая исключительное право исполнять танцевальную музыку в столице, но проиграл процесс. Искусство Лумбю приобрело широкую популярность, помимо летних концертов в парке и зимних в других залах столицы, он неоднократно выступал в других городах страны, а также в Швеции, Германии, Франции. В 1850 году Лумбю в течение нескольких месяцев гастролировал в Санкт-Петербурге. Позднее его оркестр стал также основой оркестра Музыкального общества, выступая под руководством Нильса Гаде, и существует до нашего времени как Зеландский симфонический оркестр, продолжая играть в том числе и в «Тиволи».
Лумбю продолжал активно выступать до 1872 года, когда из-за проблем со слухом был вынужден оставить концертную деятельность. В мае 1873 года он в последний раз продирижировал своим знаменитым галопом «Шампанское».
Композитор был женат и имел пять детей. Оба его сына, Карл Кристиан и Георг Август, дирижировали отцовским оркестром и пробовали сочинять музыку, а один из внуков, Георг Хёэберг, стал известным дирижёром и руководителем Королевской капеллы. В 1938 и 1960 годах о жизни Лумбю были выпущены биографические фильмы. Галопы Лумбю «Телеграф», «Шампанское» и «Первая паровая железная дорога в Копенгагене» включены в Датский культурный канон.

## Творчество
Большую часть более чем 700 произведений Лумбю составляет лёгкая, во многом танцевальная музыка, в основном вальсы, а также галопы, польки и мазурки, дивертисменты, фантазии и марши. Среди его сочинений была также музыка для балета Августа Бурнонвиля «Неаполь» (в соавсторстве с другими композиторами, 1842). Кроме того, его музыка использовалась в балетах-водевилях «Далеко от Дании» (1860) и «Вольные стрелки из Амагера» (1871).   
Ряд работ Лумбю посвящён членам королевской семьи Дании и другим известным личностям, а более 100 произведений носят различные женские имена. Лумбю активно использовал в своём оркестре необычные звуковые сочетания и инструменты, в том числе колокольчики, цитру, ксилофон и многочисленные звукоподражательные приспособления. Наиболее известными его сочинениями являются два галопа, использующие звукоподражание, — «Шампанское», в начале которого имитируется выстрел пробкой при открытии бутылки шампанского, и «Первая паровая железная дорога в Копенгагене», имитирующий отправление паровоза со станции, его путь и прибытие на конечную станцию. Среди других известных сочинений — Концертная полька для двух скрипок с оркестром, галоп «Телеграф», Бритта-полька, полька-мазурка «Коломбина», вальс «Амелия», вальс «Королева Луиза».